# Natsu e no Tobira
Natsu e no Tobira (яп. 夏への扉 Нацу э но Тобира, «На пороге лета») — манга Такэмии Кэйко, изданная в 1975 году. Является ранним примером манги в жанре сёнэн-ай. Изначально печаталась издательством «Хакусэнся» в журнале Hana to Yume, а в 2000 году была переиздана издательством «Коданся». По этой манге на студии Toei Animation было снято аниме, первый показ которого состоялся в Японии 20 марта 1981 года.

## Сюжет
Действие происходит во Франции, в частном пансионе для мальчиков, когда начинаются летние каникулы. Марион Фрайзе всегда в центре внимания среди девушек, на которых он совсем не обращает внимания. Он и его друзья — Линд Аллейн, Джек Сюдо и замкнутый парень по имени Клод, который тайно влюблён в Мариона, образовали группу под названием «Рациональная партия», лидером которой является Марион.
Когда члены Рациональной партии отдыхали в кафе при пансионе, за соседним столиком старшеклассники Габриэль и Арман начали драку из-за девушки по имени Ледания Франсуа, дочери мэра, в которую были влюблёны почти все студенты пансиона. Марион решает остановить эту драку и требует, чтобы они оплатили всё, что разрушили в кафе, но Габриэль бьёт Мариона, и тот прилюдно вызывает его на дуэль. Дуэль заключается в том что нужно остановить поезд на полном ходу[уточнить], встав при этом на пути, но Габриэль не выдерживает рёв локомотива и убегает. Марион в последнюю минуту выиграл эту дуэль. С поезда сходит женщина по имени Сара Виеда, которая благодарит Мариона за то, что он остановил поезд, целует его в губы и приглашает его прийти к ней «поиграть».
Собравшись вместе в дождливый день, юноши обсуждают интерес к сексу, но Марион с раздражением высказывает свою брезгливость на эту тему из-за того, что его мать вышла замуж второй раз и оставила его. Также он испытывает смятение из-за любовного письма от Ледании, которая сообщает, что всегда будет ждать его. Не выдержав обсуждения запретной темы, Марион под дождём идёт в кафе чтобы поговорить с Леданией, но она даёт ему пощёчину. Марион просит её больше не писать ему и убегает. Мучаясь от непонимания темы любви и секса, Марион не замечает, как подскальзывается, падает и теряет сознание. Когда он просыпается, он обнаруживает что лежит совершенно голый в постели дома у Сары, которая рассказывает ему, что он чуть не получил пневмонию. Сара соблазняет его, и Марион впервые влюбляется.

## Сэйю
- Марион — Ю Мидзусима
- Джек — Тору Фуруя
- Линд — Тосио Фурукава
- Клод — Юдзи Мицуя
- Сара Виеда — Рэйко Муто
- Ледания — Кэйко Хан
- Хозяйка кафе — Юко Ота
- Заведующий пансионом — Кодзи Яда
- Габриэль — Канэто Сиодзава
- Арман — Ёку Сиоя
- Рассказчик — Макио Иноуэ
- Граф Клюни — Хидекацу Шибата